# Guit
Das Mineral Guit ist ein sehr selten vorkommendes Oxid aus der Spinell-Supergruppe mit der Endgliedzusammensetzung Co2+Co3+2O4. Es kristallisiert im kubischen Kristallsystem und entwickelt schwarze, körnige Kristalle von unter einem Millimeter Größe.
Die Typlokalität ist die Sicomines Kupfermine im Katanga Cu–Co-Gürtel in der Demokratischen Republik Kongo, wo Guit zusammen mit Quarz und Heterogenit auftritt.

## Etymologie und Geschichte
Wie bei einigen anderen Spinellen auch wurden ihre synthetischen Äquivalente schon untersucht, lange bevor die Minerale auch in der Natur gefunden wurden. Kobaltoxid mit Spinellstruktur wurde z. B. schon in den 1920er Jahren von Chemikern der Universität Lund in Schweden synthetisiert. Aktuell ist die Verbindung von Interesse als vielversprechender Katalysator zur Gewinnung von Sauerstoff aus Wasser (Künstliche Photosynthese).
Das erste natürliche Vorkommen von Guit in den Sandsteinen der Sicomines Kupfermine im Katanga Cu–Co-Gürtel beschrieb die chinesische Arbeitsgruppe um Zhilan Lei 2017. Benannt wurde der Cobaltspinell nach Professor Xiangping Gu der Central South University in Changsha, Provinz Hunan, Volksrepublik China. Die Autoren würdigten damit seine bedeutenden mineralogischen  Leistungen in Forschung und Lehre sowie bei der Beschreibung vieler neuer Minerale.

## Klassifikation
Die strukturelle Klassifikation der International Mineralogical Association (IMA) zählt den Guit zur Spinell-Supergruppe, wo er zusammen mit Chromit, Cochromit, Coulsonit, Cuprospinell, Dellagiustait, Deltalumit, Franklinit, Gahnit, Galaxit, Hausmannit, Hercynit, Hetaerolith, Jakobsit, Maghemit, Magnesiochromit, Magnesiocoulsonit, Magnesioferrit, Magnetit, Manganochromit, Spinell, Thermaerogenit, Titanomaghemit, Trevorit, Vuorelainenit und Zincochromit die Spinell-Untergruppe innerhalb der Oxispinelle bildet. Ebenfalls in diese Gruppe gehören die nach 2018 beschriebenen Oxispinelle Chihmingit und Chukochenit sowie der Nichromit, dessen Name von der CNMNC der IMA noch nicht anerkannt worden ist.
In der mittlerweile veralteten 8. Auflage der Mineralsystematik nach Strunz ist der Guit ebenso wenig verzeichnet wie im zuletzt 2018 überarbeiteten und aktualisierten Lapis-Mineralienverzeichnis nach Stefan Weiß, dessen „Lapis-Systematik“ sich im Aufbau noch nach dieser alten Form der Systematik von Karl Hugo Strunz richtet.
Die von 2001 bis 2009 von der IMA verwendete 9. Auflage der Strunz’schen Mineralsystematik kennt den Guit noch nicht.
Auch die vorwiegend im englischen Sprachraum gebräuchliche Systematik der Minerale nach Dana führt den Guit noch nicht auf.
Die von der Mineraldatenbank „Mindat.org“ weitergeführte Strunz-Klassifikation, die sich im Aufbau nach dessen 9. Auflage richtet, ordnet den Guit in die Klasse der „Oxide und Hydroxide“ und dort in die Abteilung „Metall : Sauerstoff = 3 : 4 und vergleichbare“ (englisch Metal : Oxygen = 3 : 4 and similar) ein. Diese ist weiter unterteilt nach der relativen Größe der beteiligten Kationen, daher wurde Guit entsprechend seiner Zusammensetzung in die Unterabteilung „Mit ausschließlich mittelgroßen Kationen“ (englisch With only medium-sized cations) mit der Systemnummer 4.BB. eingeordnet (vergleiche dazu die gleichnamige Unterabteilung in der Klassifikation nach Strunz (9. Auflage)). Eine weitergehende Einordnung in eine bestimmte Mineralgruppe gibt es bisher nicht.

## Chemismus
Guit ist das Cobalt-Analog von Magnetit und hat die Endgliedzusammensetzung Co2+Co3+2O4. Der Cobalt-Spinell aus der Typlokalität ist ein normaler Spinell mit der empirischen Zusammensetzung (Koordinationszahl der Gitterposition in eckigen Klammern):
- [4](Co2+0,92Cu2+0,02Si4+0,02)[6](Co3+1,98Mn3+0,03)O4[2]

## Kristallstruktur
Natürlicher Guit kristallisiert in der kubischen Raumgruppe Fd3m (Raumgruppen-Nr. 227) mit den Gitterparameter a = 8,0898(1) Å sowie 8 Formeleinheiten pro Elementarzelle. In diesem normalen Spinell ist die Tetraederposition vollständig mit Cobalt (Co2+) besetzt und die Oktaederposition mit dreiwerdigem Cobalt (Co3+).
Guit ist bei Raumtemperatur ein normaler Spinell mit geordneter Verteilung von Co2+ auf der Tetraederposition und Co3+ auf der Oktaederposition. Die Gitterparameter von synthetischen Guit liegt bei a=8,0838(1) Å, der freie Lageparameter des Sauerstoffs bei u=0,2632(3) und der Invasionsgrad bei i=0. Bei Temperaturen über 900 °C setzt eine Umverteilung der Kationen ein und bei ca. 1160 °C wird ein Inversionsgrad von rund i=0,6 erreicht bei a=8,2031(1) und u=0,2574(7). Dies ist nahe bei einer vollständig ungeordneten Kationenverteilung mit einem Invasiongrad i=0,66.

## Bildung und Fundorte
Guit ist ein extrem seltenes Mineral und weltweit nur an 2 Fundorten beschrieben worden.
In der Typlokalität, der Sicomines Kupfermine 11 km südwestlich der Stadt Kolwezi im Katanga Cu–Co-Gürtel der Demokratischen Republik Kongo, tritt Guit zusammen mit Quarz und Heterogenit (HCoO2) auf. Er findet sich in Sandsteinen, wo die Kobaltoxide von wässrigen Lösungen abgelagert wurden. Quelle des Kobalts waren vermutlich benachbarte, kobalthaltige Kalksteine.